# Fortress (musikalbum)
Fortress är rockgruppen Sister Hazels tredje studioalbum, utgivet 27 juni 2000. 

## Låtlista
1. "Change Your Mind" - 4:20
2. "Backporch" - 0:38
3. "Thank You" - 3:21
4. "Champagne High" - 5:21
5. "Beautiful Thing" - 3:48
6. "Surreal" - 4:41
7. "Shame on Me" - 3:48
8. "Your Winter" - 4:36
9. "Strange Cup of Tea" - 5:00
10. "Save Me" - 4:02
11. "Give In" - 3:58
12. "Out There" - 4:24
13. "Elvis" - 3:54
14. "Fortress" - 5:54